# マーク・オーデスキー
マーク・ローウェル・オーデスキー（Mark Lowell Ordesky、1963年4月22日 - ）は、アメリカ合衆国の映画プロデューサー、映画スタジオ重役である。『ロード・オブ・ザ・リング』三部作を製作総指揮したことで知られる。
カリフォルニア州サクラメント郡で生まれる。1985年にUSC Annenberg School for Communicationで報道の学位を取得し、卒業する。

## 主なフィルモグラフィ
- ハードラック Sunset Grill (1993) 製作総指揮
- ヒドゥン2 The Hidden II (1993) 製作総指揮
- マザーナイト Mother Night (1996) 製作総指揮
- I love ペッカー Pecker (1998) 製作総指揮
- ロザンナのために Roseanna's Grave (1998) 製作総指揮
- ロード・オブ・ザ・リング The Lord of the Rings: The Fellowship of the Ring (2001) 製作総指揮
- リプリーズ・ゲーム Ripley's Game (2002) 製作総指揮
- For Mature Audiences Only (2002) 短編、製作総指揮
- ロード・オブ・ザ・リング/二つの塔 The Lord of the Rings: The Two Towers (2002) 製作総指揮
- ロード・オブ・ザ・リング/王の帰還 The Lord of the Rings: The Return of the King (2003) 製作総指揮
- スリーピング・ディクショナリー The Sleeping Dictionary (2003) 製作総指揮
- ア・ダーティ・シェイム A Dirty Shame (2004) 製作総指揮
- 記憶の棘 Birth (2004) 製作総指揮
- ニュー・ワールド The New World (2005) 製作総指揮
- テキサス・チェーンソー ビギニング The Texas Chainsaw Massacre: The Beginning (2006) 製作総指揮
- ライラの冒険 黄金の羅針盤 The Golden Compass (2007) 製作総指揮
- インクハート/魔法の声 Inkheart (2008) 製作総指揮
- Paris Connections (2010) 製作総指揮
- Tiger Eyes (2012) 製作
- Lovely Molly (2012) 製作
- The Frozen Ground (2013) 製作
- Exists (2013) 製作